# Chlumská hora (Rakovnická pahorkatina)
Chlumská hora je výrazná hora v Rakovnické pahorkatině v okrese Karlovy Vary, tyčící se necelé 3 kilometry severozápadně od Manětína.

## Geologie a geomorfologie
Chlumská hora je rozsáhlá stolová hora na zbytku lávového příkrovu terciérního stáří, tvořená nefelinickým bazanitem. Plochý povrch hory je rozčleněn menšími vyvýšeninami, úpady a sufózními závrty. Na okrajových svazích se vyskytují skalní tvary, jako jsou mrazové sruby a srázy, dále zde nalezneme balvanité osypy a svahové sutě. Důsledkem odsedání okrajových ker neovulkanitů je vznik svahových deformací v podobě rozevřených trhlin, které lze spatřit na jihovýchodním výběžku hřbetu stolové hory.

## Osídlení
V roce 2002 byl na bočním jihovýchodním vrcholu nad Manětínem nalezen příkop a val, které by mohly být pozůstatkem výšinného sídliště.

## Přírodní rezervace Chlum
Na jihozápadním svahu Chlumské hory se na ploše o rozloze 3,45 ha rozkládá přírodní rezervace Chlum, vyhlášená v roce 1947. Důvodem ochrany je udržení původního dřevinného porostu a původní květeny – teplomilných stepních a lesních společenstev na neovulkanitu. Porostem vrcholových partií Chlumské hory je teplomilná doubrava s dominancí dubu a lípy. Co se týče vegetace na sutích a mělkých skeletových půdách, mezi nejzajímavější rostlinné druhy, které se zde vyskytují, patří pupava obecná dlouholistá (Carlina vulgaris subsp. striata), třezalka horská (Hypericum montanum), kakost krvavý (Geranium sanguineum) a hrachor černý (Lathyrus niger). Roste zde i orchidej okrotice červená,která se v severozápadních Čechách vyskytuje jen vzácně. Českým unikátem je endemický druh jeřábu, jeřáb manětínský (Sorbus rhodanthera), který roste na jihozápadních svazích ve vrcholových partiích Chlumské hory.

## Přístup
Na Chlumskou horu vede z Manětína zeleně značená turistická cesta. První vyhlídkové místo na jihovýchodním výběžku hory je z manětínského náměstí vzdáleno 2 km, odtud pokračování cesty k další vyhlídce v přírodní rezervaci Chlum měří dalších zhruba 2,5 km. Nejbližší železniční zastávky v obcích na trati z Rakovníka do Bečova nad Teplou (Štědrá, Žlutice), jsou od vsi Chlum na úpatí Chlumské hory vzdáleny 8–9 km.